# 11622 Samuele
11622 Samuele este un asteroid din centura principală de asteroizi.

## Descriere
11622 Samuele este un asteroid din centura principală de asteroizi. A fost descoperit pe 9 septembrie 1996 la San Marcello Pistoiese de Andrea Boattini și Luciano Tesi. Asteroidul prezintă o orbită caracterizată de o semiaxă mare de 2,72 ua, o excentricitate de 0,16 și o înclinație de 13,3° în raport cu ecliptica.